# Agarodes logani
Agarodes logani är en nattsländeart som beskrevs av Keth och Harris 1999. Agarodes logani ingår i släktet Agarodes och familjen krumrörsnattsländor. Inga underarter finns listade i Catalogue of Life.